# شیخه‌کوره
شیخه کوره، روستایی از توابع بخش مرکزی شهرستان مریوان در استان کردستان ایران است.

## جمعیت
این روستا در دهستان سرکل قرار دارد و براساس سرشماری مرکز آمار ایران در سال ۱۳۸۵، جمعیت آن ۱۹۱ نفر (۴۲خانوار) بوده‌است.